# Бах Олексій Миколайович
Олексі́й Микола́йович Бах (нар. 17 березня 1857, Золотоноша — †13 травня 1946) — український хімік і біохімік, академік АН СРСР (з 1929 р). Громадський діяч, академік (з 1929), Герой Соціалістичної Праці, депутат Верховної Ради СРСР 1-го скликання.

## Біографія
Закінчив Другу київську гімназію. Навчався у Київському університеті (1875—1878), але був виключений за участь у політичних виступах студентів. За участь у революційному русі перебував на засланні (1878—1881); після повернення продовжував революційну діяльність як член партії «Народна воля». Автор широко відомої свого часу популярної книжки «Цар-голод» (1883). У 1885 році після розгрому «Народної волі» виїхав за кордон. Займався науковою роботою у Колеж дю Франс у Парижі (1890). Згодом працював у США (1891—1892), у 1894 році переїхав у Женеву і влаштував хімічну лабораторію у власній квартирі. Розробив теорію повільного окислення у тваринних і рослинних організмах (1897). Був головою Товариства фізичних та природничих наук у Женеві (1916), почесним доктором Лозаннського університету (1917). Повернувся на Батьківщину у 1917 році.
У 1918 році організував хімічну лабораторію у Москві, перетворену згодом у Хімічний інститут ім. Я. Карпова, директором якого був до кінця життя.
У 1935 році заснував Інститут біохімії АН СРСР і був його директором до 1946 року.
Олексій Миколайович Бах по праву вважається засновником широковідомої школи біохімії. Його основні наукові роботи присвячені вивченню хімізму асиміляції вуглецю зеленими рослинами, проблеми окислювальних процесів в живій клітині, вченню про ферменти. Вчений пояснив хімізм процесу асиміляції вуглекислого газу хлорофільними рослинами з утворенням цукру тим, що в основі цього процесу лежить реакція, яка відбувається за рахунок елементів води. О. М. Бах прийшов до висновку, що перекиси грають винятково важливу роль і у процесі дихання, на основі чого він створив перекисну теорію.

## Праці
Теоретичні праці Баха про ферменти стали науковою основою розвитку соціалістичної харчової промисловості.
Бах був ініціатором створення Фізико-хімічного інституту ім. Карпова, Біохімічного інституту Наркомздоров'я СРСР та Інституту біохімії АН СРСР.

## Відзнаки і нагороди
Нагороджений 4 орденами Леніна. Сталінська премія, 1941. Його ім'я присвоєне Інституту біохімії АН СРСР.